# A Whale
A Whale ist der ehemalige Name des Tank-Schüttgutfrachters Oceanic Fortune. Das Schiff wurde durch seine Beteiligung an der Bekämpfung des Ölaustritts nach der Explosion der Bohrplattform Deepwater Horizon bekannt. 

## Geschichte
Das Schiff wurde 2010 als Typschiff einer Serie von Hyundai Heavy Industries im südkoreanischen Ulsan für das taiwanische Schifffahrtsunternehmen TMT Group des Unternehmers Nobu Su gebaut, es fuhr unter der Flagge Liberias. Das Schiff war ursprünglich nur zum Transport von Öl und Eisenerz gedacht und wurde in Portugal zum Ölabsaugfahrzeug umgerüstet, um die Folgen der Ölkatastrophe im Golf von Mexiko durch die Explosion der Bohrplattform Deepwater Horizon zu bekämpfen. Das Schiff sollte täglich 80 Millionen Liter (80.000 m³) verschmutztes Meerwasser vom Öl befreien.
Das „A“ im Schiffsnamen ist eine fortlaufende, alphabetische Bezeichnung. Das Schiff hat sieben Schwesterschiffe, die Bezeichnung geht also bis „H“. Außer der A Whale wurden noch die Schwesterschiffe B Whale und C Whale zu Ölabsaugfahrzeugen umgerüstet und sollten ebenfalls im Golf von Mexiko eingesetzt werden.
Im ersten Halbjahr 2013 lag das Schiff mit technischen Problemen vor Suez auf Reede. Ende Juni stellte der Eigner, dessen Bemannungsagentur bereits seit Anfang des Jahres keine Heuern mehr an die 21-köpfige Mannschaft gezahlt hatte, einen Insolvenzantrag. Daraufhin bat die Besatzung, darunter 14 Inder, bei einer Seemannsorganisation in Chennai um Hilfe, da sowohl die Treibstoffreserven als auch die Verpflegung zu Ende gingen. Ein US-Gericht urteilte Ende Juni, dass taiwanische Banken Geld für die Versorgung des Schiffes mit Treibstoff und Verpflegung geben müssen. Der Kapitän des Schiffes, Khan Jubair Niaz, wurde für seine Rolle in der Angelegenheit mit dem Lloyds List Award als Seafarer of the Year ausgezeichnet. Danach wurde das Schiff mehrfach verkauft und wird 2024 unter dem Namen Oceanic Fortune betrieben.

## Funktionsweise
Das verschmutzte Meerwasser wird durch zwölf Öffnungen an beiden Seiten des Schiffsrumpfes angesaugt und in das Innere des Schiffes gepumpt. Hier durchläuft es mehrere Tanksysteme, in denen sich die meisten Bestandteile des Öls durch dessen geringere Dichte an der Wasseroberfläche sammeln und dort abgeschöpft werden können (Prinzip des Ölabscheiders). Das verbleibende Wasser gelangt schließlich zurück ins Meer.

## Einsätze
Nach der Explosion der Ölbohrplattform Deepwater Horizon am 20. April 2010 und der anschließenden Ölpest wurde die A Whale zum Ölabsaugfahrzeug umgerüstet und konnte erst am Einsatzort unter realen Bedingungen getestet werden. Das Schiff erreichte den Golf von Mexiko am 30. Juni 2010. Da die ersten Einsatzversuche von ungünstigen Wetterbedingungen und schwerer See begleitet wurden, war keine objektive Beurteilung der Effektivität der A Whale möglich. Hätten die Versuche positive Ergebnisse gezeigt, sollte das Schiff längere Zeit am und um den Unglücksort eingesetzt werden. Laut BP sei das mit dem Wasser vermengte Öl „nicht dickflüssig genug“, damit es in dem Schiff sauber getrennt werden könne. Der Tanker wurde von der US-Küstenwache daher in eine Region gelotst, in welcher die Öl-Konzentration höher ist. Die Testphase wurde bis zum 8. Juli 2010 ausgedehnt.
Admiral Paul F. Zukunft, der mit den Säuberungsarbeiten mit A Whale betraut war, bezeichnete das Schiff später jedoch als „nicht geeignet“. Es wurde daher nicht mehr weiter eingesetzt. Die Effektivität gegenüber kleineren Schiffen sei „vernachlässigbar“.